# 松平忠景
松平 忠景（まつだいら ただかげ）は、室町時代後期の武士。三河松平氏の一族で、五井松平家初代に位置づけられる人物。元芳（もとよし）という名も伝えられる。『寛政重修諸家譜』（以後、『寛政譜』）によれば松平信光の七男で、「忠景」と「元芳」を同一人物（改名）とし、二男の忠定が深溝松平家の祖とする。ただし信光の子「元芳」と忠定の父「忠景」を親子（すなわち別人）とする系図もあり、五井・深溝両家の初期の系譜は不分明である。同時代史料によれば「忠景」は信光の孫世代以後で、大永年間に深溝松平家の当主であったと見られている。

## 『寛政譜』の記述
『寛政譜』によれば松平信光の七男。三河国宝飯郡五井（現在の愛知県蒲郡市五井町）に移り住んだことから、「五井の松平」と称した。
文明17年（1485年）7月14日死去。五井の長泉寺に葬られた。子として元心と、忠定（深溝松平家初代）の2人を掲げる。

## 考証
長沢松平家（松平親則を祖とする）・形原松平家（松平与副を祖とする）など、松平信光の子が家祖であると称する松平家の一族は多いが、初期の事績はいずれも曖昧である。江戸幕府草創の頃、これらの家は初代が松平の遠い祖先とつながっているという程度の認識の中で生きており、初代が松平嫡流の何代目とどのような血縁関係にあったかを詮索し確定することに関心は払われていなかったと見られる。
『寛永諸家系図伝』では五井・深溝松平家の祖先の名を「弥三郎元芳」とし、その二男の名を「大炊助忠景」としていた（この「大炊助忠景」の子の忠定が深溝家の家祖とされている）。『寛政譜』の編纂時に、五井・深溝家は先の呈譜が誤りであったとして改訂を行った系譜を提出した。これにより、信光の子「弥三郎元芳」と忠定の父「大炊助忠景」は同一人物とされ、「弥三郎元芳」は「大炊助忠景」の前名とされた。『寛政譜』編者の問い合わせに対して、深溝家に伝わる古い系図や『松平家忠日記』などをもとに修正を行ったと回答があり、『寛政譜』では新たな呈譜を採用したという経緯がある。
「忠景」については、信光の子ではなく孫世代以後と見るべきとの説も唱えられている。同時代史料から、「忠景」は大永3年から6年（1523年 - 1526年）頃の深溝松平家当主と見るべきとされる。